# Wasilij Miszyn
Wasilij Pawłowicz Miszyn (ros. Василий Павлович Мишин, ur. 5 stycznia?/18 stycznia 1917 we wsi Bywalino w guberni moskiewskiej, zm. 10 października 2001 w Moskwie) – rosyjski konstruktor techniki rakietowej i lotniczej, dyrektor Specjalnego Biura Konstrukcyjnego-1 (OKB-1; obecnie RKK Energia) (1966-1974).

## Życiorys
Wcześnie stracił ojca, pracował w kołchozie, jednocześnie uczył się w szkole, którą ukończył w 1932, następnie w 1935 ukończył szkołę fabryczną przy Centralnym Instytucie Aerohydrodynamicznym, pracował jako ślusarz, później jako konstruktor fabryki nr 84 w Chimkach. W 1941 ukończył Moskiewski Instytut Lotniczy, podczas wojny z Niemcami był inżynierem konstruktorem i szefem brygady konstruktorskiej w Doświadczalnym Biurze Konstruktorskim nr 293, a po wojnie pracował we wschodnich Niemczech w składzie grupy inżynierów techniki rakietowej; poznał wówczas Siergieja Korolowa, którego w 1946 został I zastępcą i najbliższym współpracownikiem. W 1950 został I zastępcą głównego konstruktora Specjalnego Biura Konstruktorskiego-1 (OKB-1), brał udział m.in. w opracowaniu rakiet R-1, R-2A, R-3, R-5, R-9A, R-11 i R-5M (z ładunkiem atomowym), później odegrał kluczową rolę w projektach „Wostok”, „Sojuz” i „Mołnija”. Odegrał ogromną rolę w opracowaniu sondy księżycowej Łuna 1 wystrzelonej w 1959, i sondy Wenera 1 wystrzelonej w 1961. W 1957 otrzymał tytuł doktora nauk technicznych, później profesora. Po śmierci Korolowa w styczniu 1966 został głównym konstruktorem i dyrektorem OKB-1, którym był do 1974. Był członkiem korespondentem (od 1958), następnie akademikiem Akademii Nauk ZSRR (od 1966), był też członkiem rzeczywistym Międzynarodowej Akademii Astronautyki. W latach 1967–1975 był deputowanym do Rady Najwyższej RFSRR 6. i 7. kadencji. Został pochowany na Cmentarzu Trojekurowskim.

## Odznaczenia i nagrody
- Medal Sierp i Młot Bohatera Pracy Socjalistycznej (20 kwietnia 1956)
- Order Lenina (trzykrotnie – 20 kwietnia 1956, 17 czerwca 1961 i 16 stycznia 1967)
- Order Rewolucji Październikowej (26 kwietnia 1971)
- Order Czerwonego Sztandaru Pracy (17 września 1975)
- Order Czerwonej Gwiazdy (16 września 1945)
- Nagroda Leninowska (1957)
- Nagroda Państwowa ZSRR (1984)
- Złoty Medal im. Korolowa Akademii Nauk ZSRR (1967)

I inne.